# Municipio de San Juan Chicomezúchil
El municipio de San Juan Chicomezúchil (del zapoteco: Siete flores) es uno de los 570 municipios que conforman al estado mexicano de Oaxaca. Pertenece al distrito de Ixtlán, dentro de la región Sierra Norte. Su cabecera es la localidad de San Juan Chicomezúchil.

## Geografía
El municipio abarca 23.04 km² y se encuentra a una altitud promedio de 1760 m s. n. m., oscilando entre 2500 y 1400 m s. n. m.

## Demografía
De acuerdo al último censo, realizado por el INEGI en 2010, en el municipio habitan 320 personas, repartidas entre 6 localidades.